# Zephronia semilaevis
Zephronia semilaevis är en mångfotingart som beskrevs av Pocock 1890. Zephronia semilaevis ingår i släktet Zephronia och familjen Zephroniidae. Inga underarter finns listade i Catalogue of Life.